# Liste des députés fédéraux canadiens - K
Cet article contient la liste des députés actuels et anciens à la Chambre des communes du Canada dont le nom commence par la lettre K.
En plus du prénom et du nom du député, la liste contient :
- le parti que le député représentait lors de son élection ;
- le comté et la province où il fut élu.

## Ka - Kel
- Susan Kadis, libéral, Thornhill, Ontario
- Thomas Erlin Kaiser, conservateur, Ontario, Ontario
- Randy Kamp, conservateur, Dewdney—Alouette, Colombie-Britannique
- Robert Phillip Kaplan, libéral, Don Valley, Ontario
- Nancy Karetak-Lindell, libéral, Nunavut, Territoires du Nord-Ouest
- James Capsey (Jim) Karpoff, Nouveau Parti démocratique, Surrey-Nord, Colombie-Britannique
- Jim Karygiannis, libéral, Scarborough—Agincourt, Ontario
- Charles Edwin Kaulbach, conservateur, Lunenburg, Nouvelle-Écosse
- William Frederic Kay, libéral, Missisquoi, Québec
- James Russell Keays, progressiste-conservateur, Îles-de-la-Madeleine, Québec
- Gerald Keddy, progressiste-conservateur, South Shore, Nouvelle-Écosse
- Francis Henry Keefer, unioniste, Port-Arthur et Kenora, Ontario
- Thomas Twining Keefler, libéral, Lunenburg, Nouvelle-Écosse
- Joseph Keeler, libéral-conservateur, Northumberland-Est, Ontario
- Cyril Keeper, Nouveau Parti démocratique, Winnipeg—St. James, Manitoba
- Tina Keeper, Nouveau Parti démocratique, Churchill, Manitoba
- James Francis Kelleher, progressiste-conservateur, Sault Ste. Marie, Ontario
- Donald Ferdinand Kellner, progressiste, Edmonton-Est, Alberta
- Fenwick Lionel Kelly, libéral, Cap-Breton-Victoria-Nord, Nouvelle-Écosse
- Leonard Patrick (Red) Kelly, libéral, York-Ouest, Ontario
- Norman Kelly, libéral, Scarborough-Centre, Ontario

## Kem - Kh
- Albert Edward Kemp, conservateur, Toronto-Est, Ontario
- William James Kempling, progressiste-conservateur, Halton—Wentworth, Ontario
- George Kempt, libéral, Victoria-Sud, Ontario
- Arthur Samuel Kendall, libéral, Cap Breton, Ontario
- James Kendry, conservateur, Peterborough-Ouest, Ontario
- Cyril Frost Kennedy, progressiste-conservateur, Colchester—Hants, Nouvelle-Écosse
- Donald MacBeth Kennedy, progressiste, Edmonton-Ouest, Alberta
- Dougald Kennedy, progressiste, Port-Arthur et Kenora, Ontario
- Gerard Kennedy, libéral, Parkdale—High Park, Ontario
- James Buckham Kennedy, libéral, New Westminster, Colombie-Britannique
- John Wilfred Kennedy, United Farmers of Ontario, Glengarry et Stormont, Ontario
- Orvis A. Kennedy, Crédit social, Edmonton-Est, Alberta
- William Costello Kennedy, libéral, Essex-Nord, Ontario
- William Walker Kennedy, conservateur, Winnipeg-Centre-Sud, Manitoba
- Jason Kenney, réformiste, Calgary-Sud-Est, Alberta
- Thomas Edward Kenny, conservateur, Halifax, Nouvelle-Écosse
- William Richard Kent, libéral, Humber—St. George's, Terre-Neuve-et-Labrador
- Allan Edward Joseph Kerpan, réformiste, Moose Jaw—Lake Centre, Saskatchewan
- William Kerr (en), libéral, Northumberland-Ouest, Ontario
- Stan Kazmierczak Keyes, libéral, Hamilton-Ouest, Ontario
- Wajid Khan, libéral, Mississauga—Streetsville, Ontario

## Ki
- Thomas Joseph Kickham, libéral, King's, Île-du-Prince-Édouard
- Edward Kidd, conservateur, Carleton, Ontario
- Thomas Ashmore Kidd, progressiste-conservateur, Kingston-City, Ontario
- Eric Kierans, libéral, Duvernay, Québec
- Alexandre Edouard Kierzkowski, libéral, Saint-Hyacinthe, Québec
- Robert (Bob) Kilger, libéral, Stormont—Dundas, Ontario
- David Kilgour, progressiste-conservateur, Edmonton—Strathcona, Alberta
- Frank Killam, libéral, Yarmouth, Nouvelle-Écosse
- Thomas Killam, anti-confédéré, Yarmouth, Nouvelle-Écosse
- Marie Thérèse Killens, libéral, Saint-Michel, Québec
- Francis Edwin Kilvert, conservateur, Hamilton, Ontario
- Lawrence Elliott Kindt, progressiste-conservateur, Macleod, Alberta
- Alex Kindy, progressiste-conservateur, Calgary-Est, Alberta
- Frederick John King, progressiste-conservateur, Okanagan—Similkameen, Colombie-Britannique
- George Gerald King, libéral, Queen's, Nouveau-Brunswick
- James Horace King, libéral, Kootenay-Est, Colombie-Britannique
- John Warwick King, progressiste, Huron-Nord, Ontario
- William Lyon Mackenzie King, libéral, Waterloo-Nord, Ontario
- John James Kinley, libéral, Queens—Lunenburg, Nouvelle-Écosse
- Joseph Robbins Kinney, libéral, Yarmouth, Nouvelle-Écosse
- James Ralph Kirk, libéral, antigonish—Guysborough, Nouvelle-Écosse
- John Angus Kirk, libéral, Guysborough, Nouvelle-Écosse
- Thomas Andrew Murray Kirk, libéral, Digby—Yarmouth, Nouvelle-Écosse
- Gordon Kirkby, libéral, Prince Albert—Churchill River, Saskatchewan
- George Airey Kirkpatrick, conservateur, Frontenac, Ontario
- Thomas Kirkpatrick, conservateur, Frontenac, Ontario

## Kl - Ky
- Milton L. Klein, libéral, Cartier, Québec
- James Bell Klock, conservateur, Nipissing, Ontario
- Christian Kloepfer, conservateur, Wellington-Sud, Ontario
- Robert Ross (Roy) Knight, CCF, Saskatoon City, Saskatchewan
- William George Knight, Nouveau Parti démocratique, Assiniboia, Saskatchewan
- John Evans Knowles, progressiste-conservateur, Norfolk, Ontario
- Stanley Howard Knowles, CCF, Winnipeg-Centre-Nord, Manitoba
- William David Knowles, progressiste-conservateur, Norfolk—Haldimand, Ontario
- William Erskine Knowles, libéral, Assiniboia-Ouest, Saskatchewan
- Andrew Knox, libéral, Prince Albert, Saskatchewan
- Gar Knutson, libéral, Elgin—Norfolk, Ontario
- Ed Komarnicki, conservateur, Souris—Moose Mountain, Saskatchewan
- Margaret McTavish Konantz, libéral, Winnipeg-Sud, Manitoba
- Derrek P. Konrad, réformiste, Prince Albert, Saskatchewan
- Stanley James Korchinski, progressiste-conservateur, Mackenzie, Saskatchewan
- Maka Kotto, Bloc québécois, Saint-Lambert, Québec
- Allan Koury, progressiste-conservateur, Hochelaga—Maisonneuve, Québec
- Karen Kraft Sloan, libéral, York—Simcoe, Ontario
- Daryl Kramp, conservateur, Prince Edward—Hastings, Ontario
- Hugo Kranz, conservateur, Waterloo-Nord, Ontario
- Lyle Stuart Kristiansen, Nouveau Parti démocratique, Kootenay-Ouest, Colombie-Britannique
- John William Kucherepa, progressiste-conservateur, High Park, Ontario
- Walter Frederick Kuhl, Crédit social, Jasper—Edson, Alberta
- Harry Kuntz, progressiste-conservateur, Battle River, Alberta
- John Kushner, progressiste-conservateur, Calgary-Est, Alberta
- George William Kyte, libéral, Richmond, Nouvelle-Écosse